# Barbucca diabolica
Barbucca diabolica (Teufelsschmerle) ist ein sehr kleiner, schmerlenartiger Süßwasserfisch, der in Südostasien, im malaysischen Bundesstaat Johore und im westlichen Borneo, im Stromgebiet des Kapuas vorkommt.

## Merkmale
Barbucca diabolica wird 2,3 cm lang und hat eine typische, langgestreckte Schmerlengestalt. Die Art zeigt an den Körperseiten sechs breite, braune, senkrechte Bänder, die durch schmale, leicht schräg gestellte und golden gefärbte Streifen voneinander getrennt sind. Rücken- und Afterflosse sind farblos, der basale Abschnitt der Schwanzflosse weist senkrechte Balken auf. Die paarigen Flossen sind an ihrer Basis dunkel, ansonsten farblos. Die Bauchflossen sind groß und liegen unterhalb der fast mittig stehenden Rückenflosse. Die Schuppen sind relativ groß und dünn. Die Schuppenformel lautet SL 45-50.
Durch die Morphologie des Mauls und der Schwimmblase unterscheidet sich Barbucca diabolica von allen anderen Schmerlenartigen. Die Oberlippe ist fleischig, glatt und ohne Mittelkerbe. Die Unterlippe ist mit der Oberlippe zusammengewachsen, fleischig und in der Mitte geteilt. An der Unterlippe findet sich ein fleischiger, bartelartiger, dreieckiger Lappen, mit einem weichen, dünnen, abgeflachten Auswuchs, der senkrecht zum Körper ausgerichtet ist. Zwei weitere Bartelpaare finden sich am Rostrum, eins an der Maxillare. Die Oberlippenbarteln sind relativ dick aber kurz. Ihre Länge ist kleiner als der Augendurchmesser. Die Barteln an den Maulwinkeln reichen bis zur Augenmitte. Das Manubrium, ein bei den Bachschmerlen (Nemacheilidae), Plattschmerlen (Balitoridae), Gastromyzontidae, Serpenticobitidae und Ellopostomatidae vorhandener Verbindungsschlauch zwischen den zwei hinteren Teilen der Schwimmblase, fehlt.

## Systematik
Barbucca diabolica wurde 1989 durch den amerikanischen Ichthyologen Tyson R. Roberts beschrieben und war bis 2013 die einzige Art der Gattung Barbucca. Das Art-Epitheton diabolica (= „teuflisch“) wurde wegen der leuchtend roten Augen und des stachligen Schwanzes der Art vergeben. 2013 wurde mit Barbucca elongata eine weitere Art beschrieben.

## Lebensweise
Barbucca diabolica lebt in kleinen Regenwaldflüssen und ernährt sich von kleinen Wirbellosen, Algen und Detritus.